# Cucullia speyeri
Cucullia speyeri là một loài bướm đêm trong họ Noctuidae.